# Hilde Lohbauer

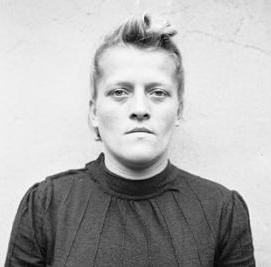
Hilde Lohbauer im August 1945

Hilde Lohbauer (* 8. November 1918 in Plauen; † nach 1950) war ein deutscher Funktionshäftling im KZ Auschwitz-Birkenau und dem KZ Bergen-Belsen.

## Leben
Lohbauer, Fabrikarbeiterin, wurde aufgrund ihrer Weigerung von ihrem Arbeitsplatz, einer Weberei in Württemberg, in eine Munitionsfabrik zu wechseln 1940 in das KZ Ravensbrück eingewiesen. Von dort wurde sie im März 1942 in das KZ Auschwitz überstellt, wo sie zunächst für vier Wochen Häftling im Stammlager war und anschließend in Auschwitz-Birkenau. Um Weihnachten 1942 war sie für vier Wochen Kapo, verlor diesen Posten jedoch wieder. Spätestens Anfang 1944 war Lohbauer in Birkenau als Arbeitsdienstführerin tätig. Ihre Aufgaben umfassten die Überwachung  der Außenkommandos, Kontrolle der geleisteten Arbeit sowie die Einhaltung von Ordnung und Sauberkeit in Birkenau. Ihr unterstanden 25 bis 30 Kapos. Sie war in Auschwitz als SS-Frau ohne Uniform bekannt. 
Nach der Evakuierung des KZ Auschwitz im Januar 1945 kam sie mit einem Evakuierungstransport wieder in das KZ Ravensbrück und von dort in einem Transport mit dem Kapo Ilse Lothe im März 1945 in das KZ Bergen-Belsen. Dort gehörte sie wiederum dem Arbeitsdienst an und beaufsichtigte Arbeitskommandos. 
Nach Kriegsende wurde Lohbauer im ersten Bergen-Belsen-Prozess (Nummer der Anklage 11) wegen ihrer im KZ Auschwitz und im KZ Bergen-Belsen begangenen Verbrechen angeklagt. Während ihrer Vernehmung gab sie zwar einige Misshandlungen an Gefangenen zu, weigerte sich jedoch, ihre Schuld anzuerkennen. Lohbauer wurde am 17. November 1945 zu einer Freiheitsstrafe von zehn Jahren verurteilt, jedoch bereits am 15. Juli 1950 aus der Haft entlassen. Ihr Schicksal nach der Entlassung ist unbekannt.